# 冷杉亚科
冷杉亚科（学名：Abietoideae）是松科下的一个科。

## 下属分类
本科包括以下属：
- 冷杉属 Abies
- 雪松属 Cedrus
- 金钱松属 Pseudolarix
- 油杉属 Keteleeria
- 长苞铁杉属 Nothotsuga
- 铁杉属 Tsuga